# Менчою
Менчою (рум. Măncioiu) — село у повіті Арджеш в Румунії. Входить до складу комуни Моререшть.
Село розташоване на відстані 141 км на північний захід від Бухареста, 33 км на північний захід від Пітешть, 94 км на північний схід від Крайови, 112 км на південний захід від Брашова.

## Населення
За даними перепису населення 2002 року у селі проживали 292 особи, з них 291 особа (99,7%) румунів. Рідною мовою 291 особа (99,7%) назвала румунську.